# Aimée Duvivier
Aimée Duvivier (Saint-Domingue, 1766) foi uma pintora francesa. ou em Paris.⁣ O seu pai, Pierre-Charles Duvivier (1716–1780), foi o diretor da fábrica de Savonnerie; a sua mãe foi Marie-Jeanne-Colombe Gromaire (falecida em 1801). 

## Biografia
Ela foi aluna de Jean-Baptiste Greuze e expôs no Salon de la Jeunesse em 1786 e novamente em 1787. Em 1791 Duvivier apareceu no Salão de Paris, onde o seu auto-retrato atraiu comentários favoráveis. Algumas pinturas sobreviveram, mas nenhum dos trabalhos que ela produziu em pastel é conhecido por existir. Muitos detalhes da biografia de Duvivier permanecem obscuros; mesmo o ano da sua morte não é claro, e já foi declarado de várias maneiras como 1824, 1834, e 1852.

## Galeria

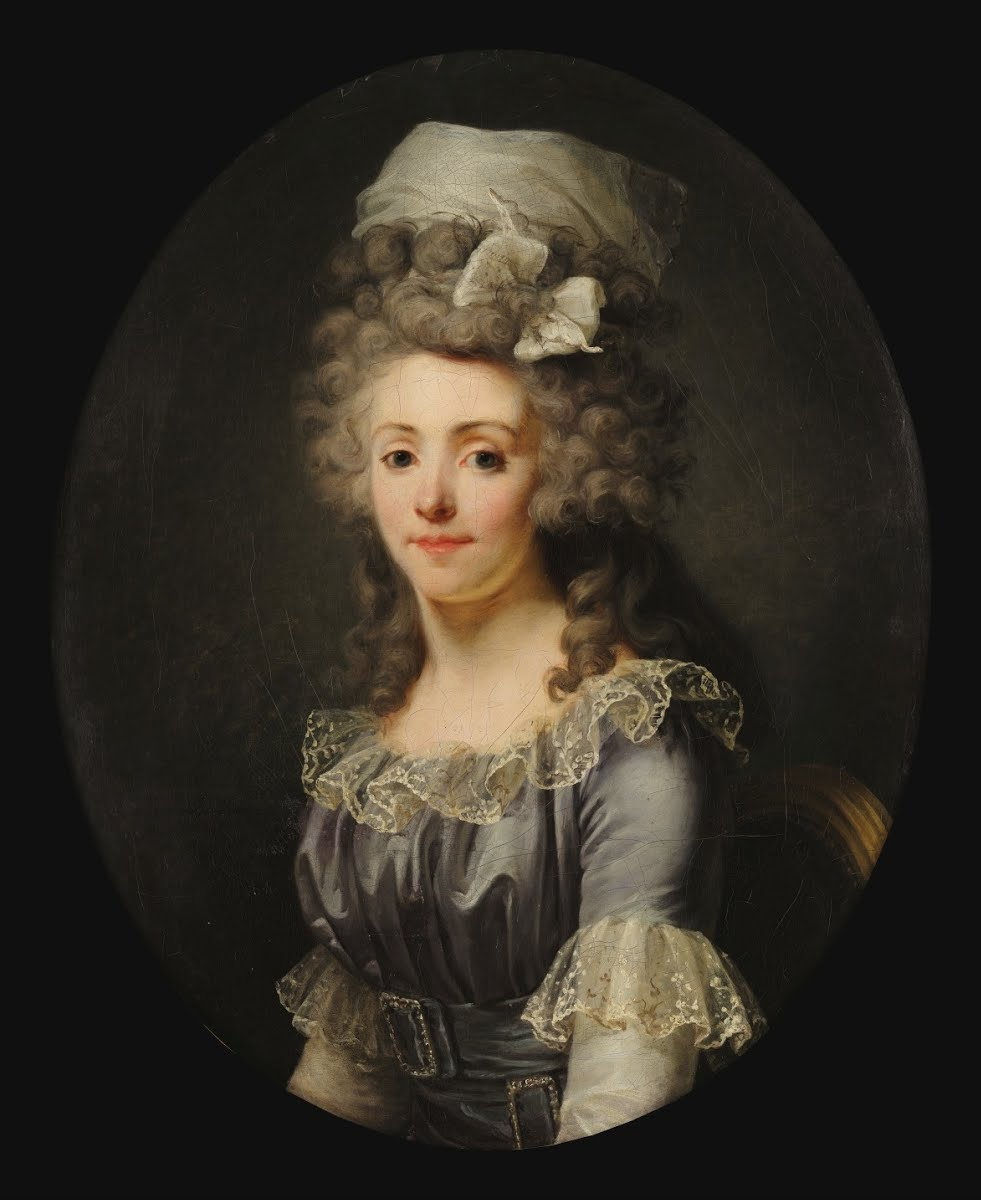
Auto-retrato, 1790 ( Museu Accorsi-Ometto )
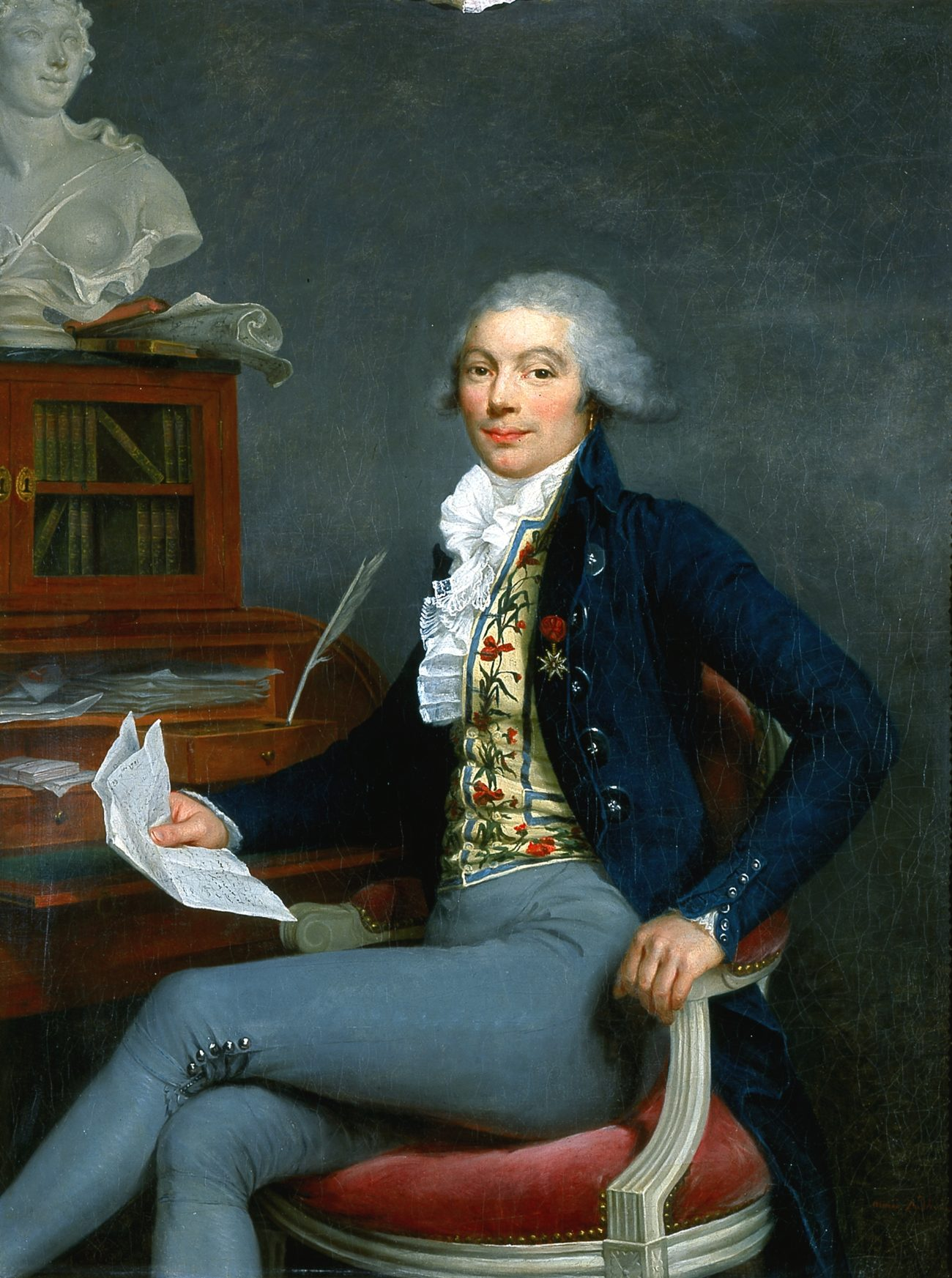
Armand Louis Le Boulanger, Marquês d'Acqueville, c. 1791-1796 ( Museu de Arte de Blanton )
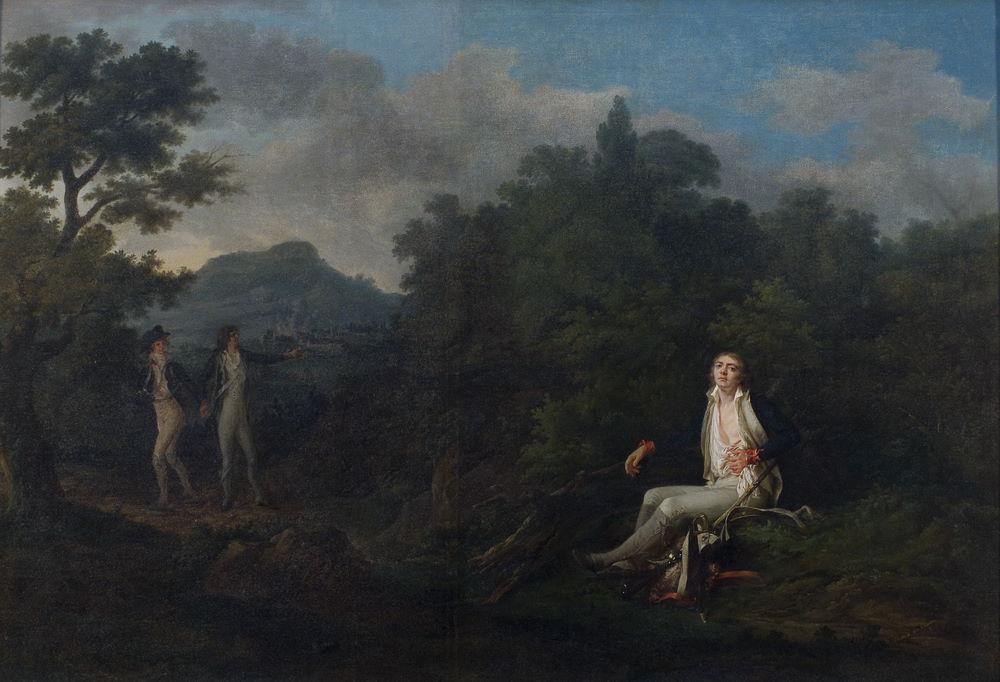
Soldado Ferido, 1797 (Musée des Beaux-Arts de La Rochelle )
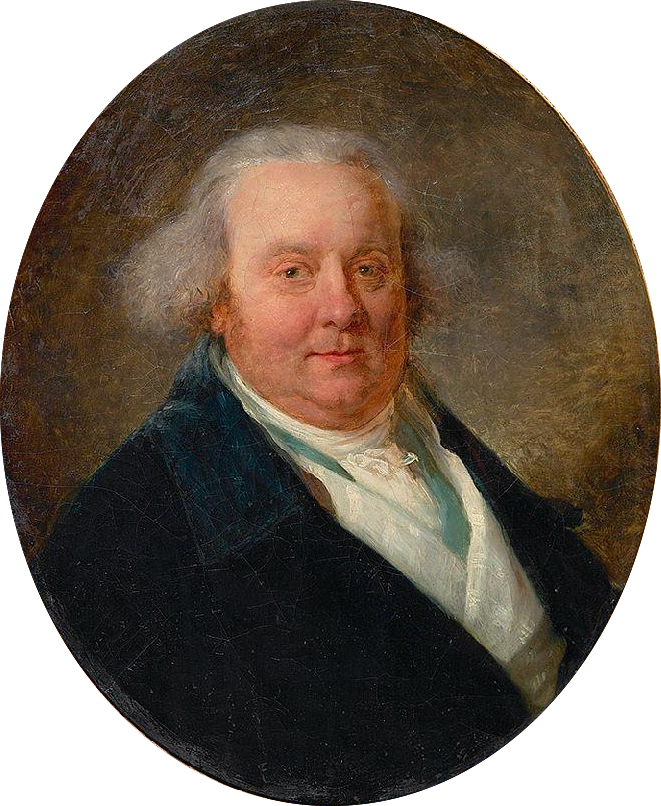
Retrato de Gottfried Abraham de Heimbach, 1801 (Musée des Beaux-Arts de La Rochelle )